# المحل (بني احمد والثلث)

تعديل مصدري - تعديل

المحل محلة تابعة لقرية وادي بوكر، التابعة لعزلة بني احمد والثلث بمديرية فرع العدين إحدى مديريات محافظة إب في الجمهورية اليمنية، بلغ تعداد سكانها 125 حسب تعداد اليمن لعام 2004.